# Dánské korunovační klenoty

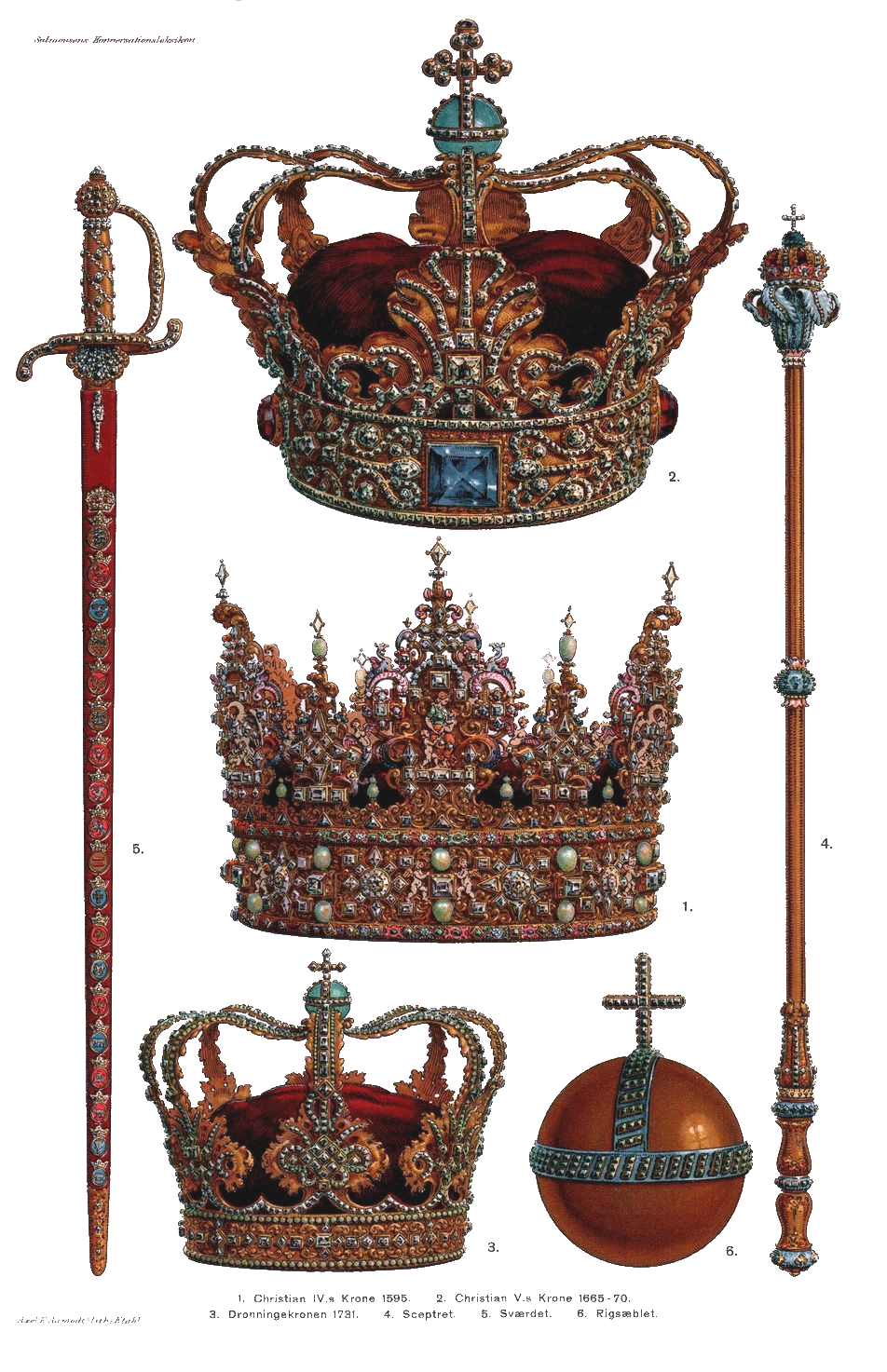
Dánské královské korunovační klenoty; 1. Koruna krále Kristiána IV. 1595, 2. Koruna krále Kristiána V. 1665-1670, 3. Královnina koruna 1731, 4. Dánské královské žezlo, 5. Meč krále Kristiána III., 6. Dánské královské jablko

Dánské královské korunovační klenoty (dánsky: Dansk regalier), je soubor drahocenných předmětů a symboly Dánského království, které se používají při slavnostních situacích , zejména při korunovaci dánských králů. Soubor zahrnuje korunu krále Kristiána IV. (1595), korunu krále Kristiána V. (1665-1670), královninu korunu (1731), dánské královské žezlo, meč krále Kristiána III. (1551), dánské královské jablko a ampuli. Součástí klenotů jsou i pouzdra na koruny, žezlo a jablko, polštářky pod koruny a korunovační plášť.
Dánské korunovační klenoty jsou považovány za nejhezčí ze všech severských království. Jsou uloženy v paláci Rosenborg v Kodani.
Nejstarší z klenotů je meč krále Kristiána III. z roku 1551.

## Staré klenoty
Mezi staré korunovační klenoty se řadí koruna Kristiána IV. a meč Kristiána III.

### Koruna krále Kristiána IV.

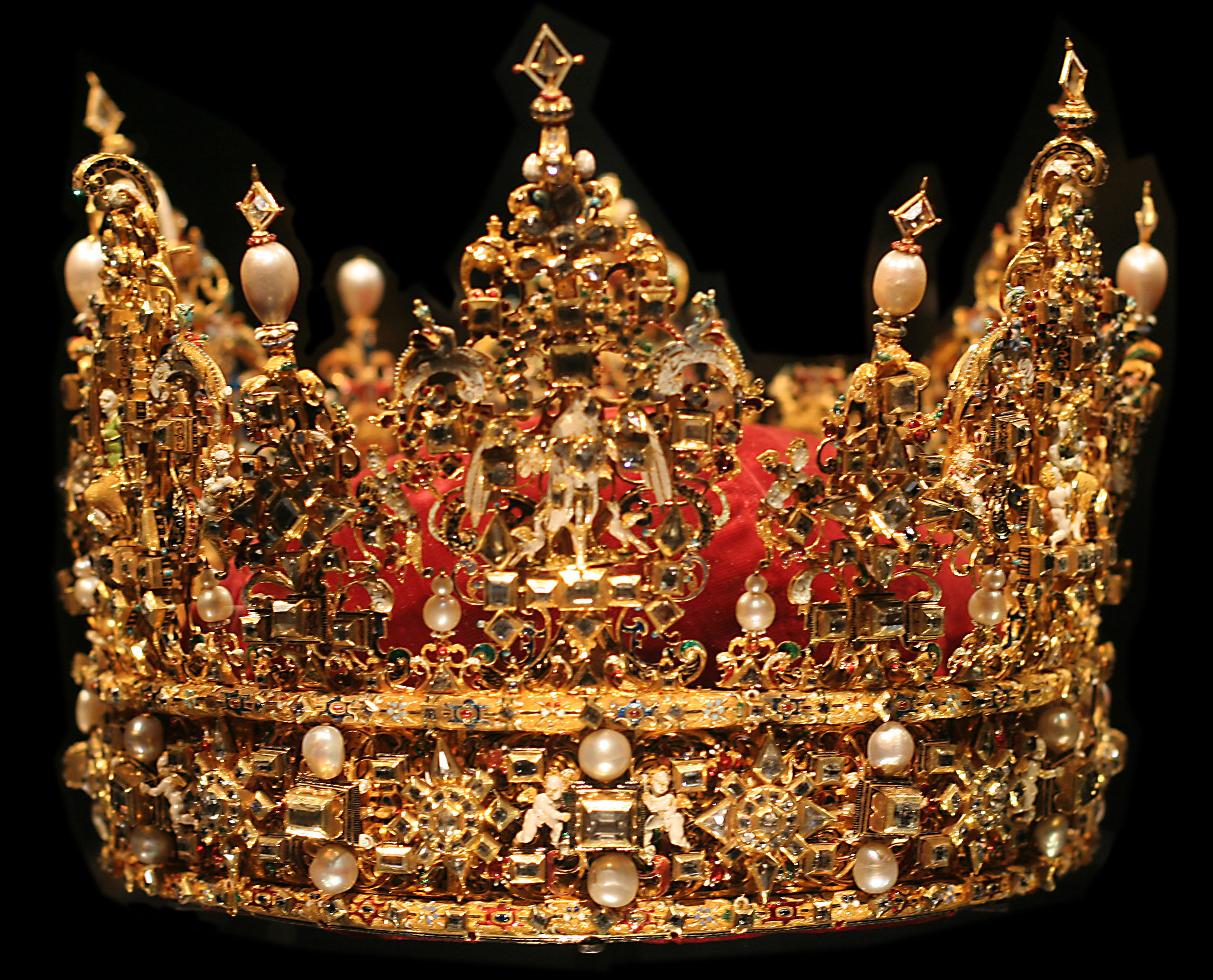
Koruna krále Kristiána IV.

Koruna byla vyrobena Didrikem Fyrenem a norimberským zlatníkem Corviniusem Saursem v Odensi v letech 1595 - 1596.
Je vyrobena ze zlata a smaltu, je osázena drahokamy a perlami a váží 2 895g. Každá ze sedmi věžiček je zdobena alegorickými postavami krále.

### Meč krále Kristiána III.
Královský meč byl zhotoven v roce 1951 Johannem Siebem a symbolizuje ochranu krále a tresty jím nařízené.
Rukojeť je zdobena drahokamy. Obal je posetý diamanty a končí kovovou špičkou, je zahrnut v červeném sametu a zdobí jej znaky různých částí říše. Nad každým znakem je malý diamant. Samotný meč je vyroben z pozlaceného stříbra a je zdobený drahokamy a smaltem.

## Nové klenoty
Nové korunovační klenoty zahrnují korunu krále Kristiána V., královninu korunu, žezlo, královské jablko a ampuli, obsahující olej na svaté pomazání.

### Koruna krále Kristiána V.
Tato koruna byla oficiálně používána pro požehnání monarchů v době absolutní dánské monarchie.
Poprvé byla koruna použita při korunovaci krále Kristiána V. a naposledy při korunovaci krále Kristiána VIII. v roce 1840.
Koruna byla vyrobena královským zlatníkem Paulem Kurtzem v Kodani v letech 1670 - 1671.
Prstenec koruny je zdoben mj. čtyřmi velikými safíry, spinely, granáty a diamanty. Z prstence stoupají tři obruče, zdobené diamanty a ve středu zakončené modrou smaltovanou koulí s křížem na vrcholu.
Koruna váží 2080 g.

### Královnina koruna
Koruna královny Šarloty Amálie, manželky krále Kristiána V., je téměř stejná jako koruna krále Kristiána V., ovšem je menší a užší.

### Žezlo
Dánské královské žezlo zhotovil neznámý kodaňský zlatník ku příležitosti korunovace Kristiána III. Je vyrobeno ze zlata, je zakončeno prodlouženým smaltovaným držadlem a ve spodní části je zdobeno hustými diamantovými zákruty , nahoře s korunkou a křížkem.

### Jablko

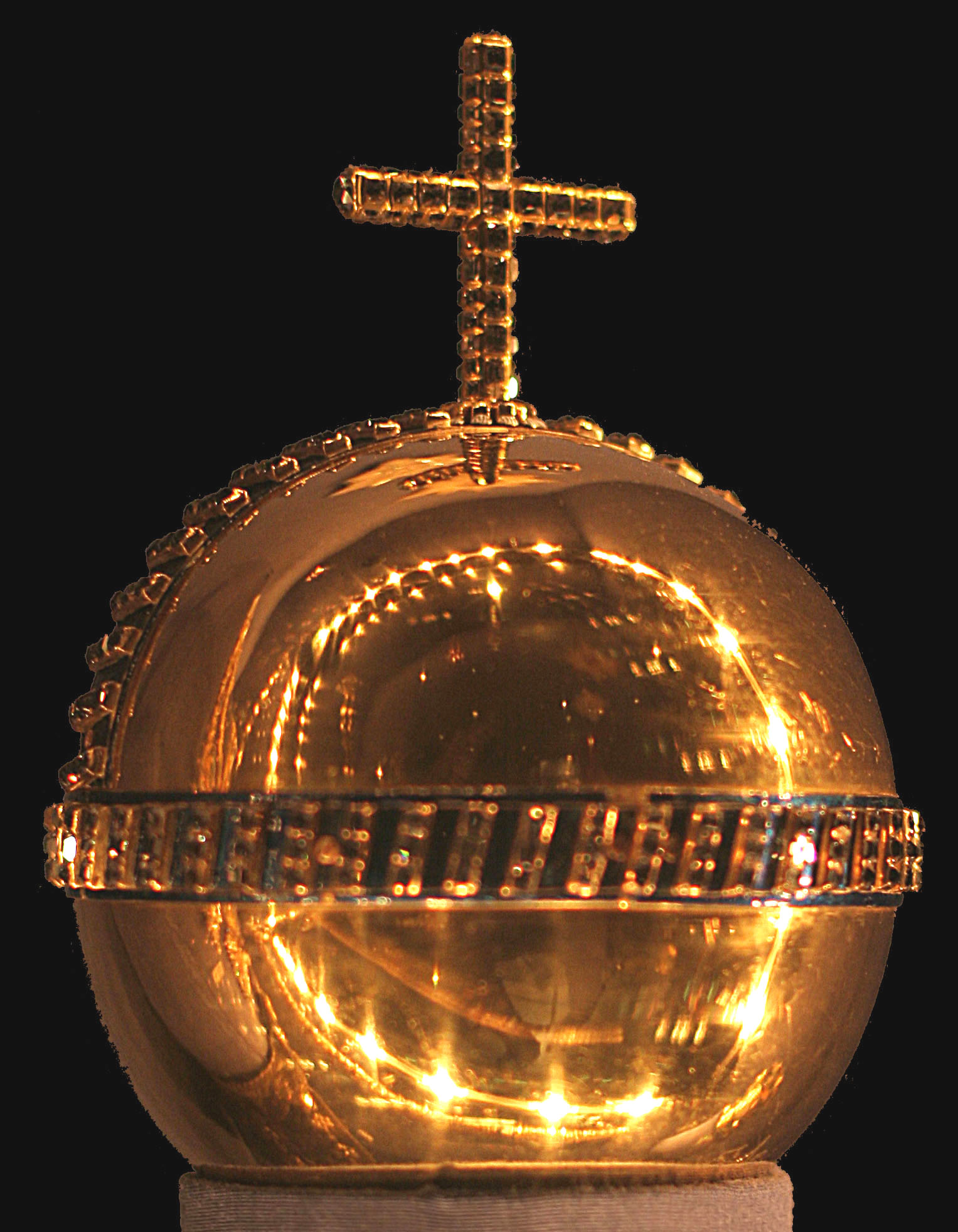
Dánské královské jablko

Dánské královské jablko symbolizuje křesťanskou vládu. Je to zlatá koule, zdobená pásem skloviny a diamantů. Na vrcholu jablka je diamanty zdobený kříž.
Jablko bylo vyrobeno v Hamburku v roce 1648.

### Ampule
Ampule je používána při pomazání svatým olejem, který je do ní vléván. Byla vyrobena neznámým kodaňským zlatníkem ke korunovaci Kristiána III. ze zlata a posázená je diamanty.